# Brian Charette

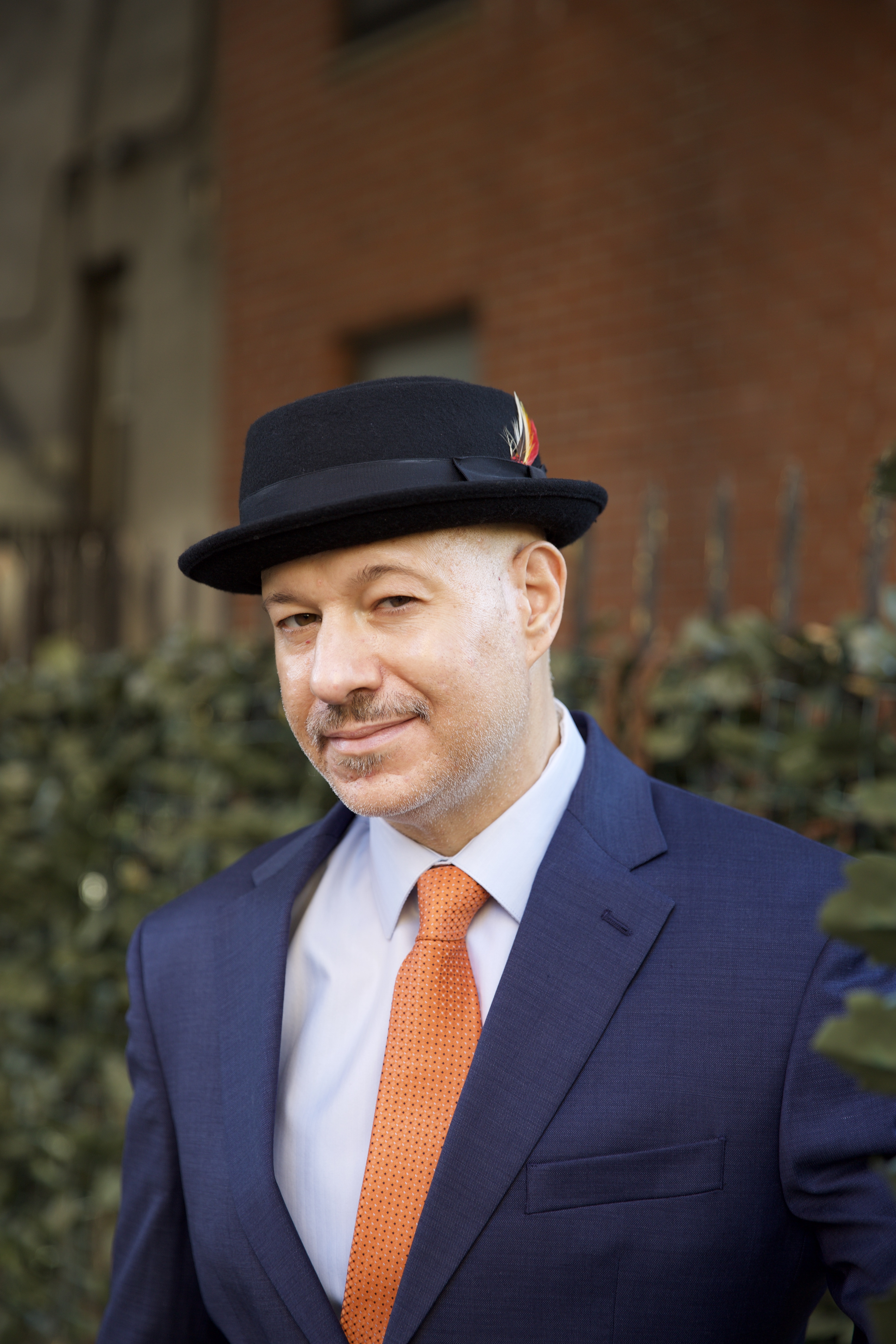
Brian Charette (2020)

Brian Charette (* 1972 in Meriden, Connecticut) ist ein US-amerikanischer Jazzmusiker (Orgel (Hammond B3), Komposition, auch Piano) des Modern Jazz.

## Leben und Wirken
Charette wurde von seiner Mutter in die Musik eingeführt; mit 17 Jahren spielte er mit den Jazzveteranen Lou Donaldson und Houston Person. Nach Abschluss des Studiums an der University of Connecticut, an der er 1994 den Bachelor of Arts in klassischem Pianospiel erwarb, tourte er in Europa und lebte dann in Prag. 1996 entstanden erste Aufnahmen mit dem Gitarristen Greg Green (Back to the Groove, mit Bobby Watson und Cindy Blackman). Seitdem arbeitete er u. a. als Sessionmusiker mit Joni Mitchell, Chaka Khan, Paul Simon und Cyndi Lauper, im Bereich des Jazz mit Will Sellenraad, Jerry Vivino, Mike Merritt & Mharlyn Merritt, Sarah DeLeo. Jordan Young, Mike DiRubbo (Chronos, 2011), Ian Hendrickson-Smith, Vic Juris, Joe Magnarelli, Doug Webb, Walt Weiskopf  und Tom Tallitsch.
Charette betätigte sich zudem als Autor und Musikpädagoge; er schrieb für das Keyboard Magazine, Down Beat und die tschechische Zeitschrift Muzikus; er unterrichtete Meisterklassen am Prager Jaroslav-Ježek-Konservatorium. Unter eigenem Namen legte er ab 2000 eine Reihe von Alben unter eigenem Namen vor, u. a. auf SteepleChase Records. Charette lebt und arbeitet in New York City. Charette war 2004 Sieger im Down Beat Critics’ Poll in der Kategorie Rising Star: Organ. Im Bereich des Jazz war er zwischen 1996 und 2017 an 40 Aufnahmesessions beteiligt. Gegenwärtig (2019) arbeitet er mit einem eigenen Trio (mit Yotam Silberstein und Ari Hoenig), einem Quartett (mit Mike DiRubbo, Joe Martin und Jochen Rückert) sowie in den Bands von George Coleman junior und Will Bernard. Weiterhin arbeitete er im Duo mit seiner Frau, der Sängerin Melanie Scholtz.

## Diskographische Hinweise
- Brian Charette (2000)
- Live at Deanna's (Soul Serch, 2003)
- Missing Floor (2008), mit Leon Gruenbaum, Jochen Rückert
- Upside (SteepleChase, 2009), mit Ben Monder, Jochen Rückert
- Learning to Count (Steeplechase, 2011)
- Music for Organ Sextette (SteepleChase, 2012), mit Jay Collins, John Ellis, Mike DiRubbo, Joel Frahm, Jochen Rückert
- Martina Fiserova & Brian Charette: C learing Fields (2013)
- Square One (PosiTone, 2013), mit Yotam Silberstein, Mark Ferber
- Good Tipper (PosiTone, 2014), mit Avi Rothbard, Yotam Silberstein, Jordan Young, Mark Ferber, Joe Sucato
- Groovin' with Big G (SteepleChase, 2017), mit George Coleman, Vic Juris, George Coleman, Jr.
- Like the Sun s/r (Soapbox Gallery, 2020)
- Power from the Air (SteepleChase, 2021)
- Jackpot (2022)